# Praza do Obradoiro
La Praza do Obradoiro (dal galiziano, lett. "Piazza del Laboratorio") è la piazza principale del centro storico di Santiago de Compostela.
Si trova a ovest della facciata principale della Cattedrale di Santiago de Compostela e sembra che il nome provenga dalle botteghe degli scalpellini che lavorarono nella costruzione della facciata barocca della Cattedrale.
È circondata da quattro importanti edifici, che si dice rappresentino i quattro poli della città: la già citata Cattedrale a est (la Chiesa), l'Hostal dos Reis Católicos (l'attenzione al pellegrino) a nord, il Pazo de Raxoi (il Governo; dopo la Transizione spagnola fu sede del presidente della Giunta della Galizia e oggi lo è del consiglio comunale) a ovest e il Colexio de San Xerome (sede del rettorato dell'Università di Santiago di Compostela) a sud.
Un tempo attraversata dalle automobili, oggi è prevalentemente pedonale.
Il pavimento è decorato da otto raggi che partono dal centro, dove una targa commemora il Cammino di Santiago.